# Bathylle (poète)
Pour les articles homonymes, voir Bathylle.
Bathylle était un poète latin, contemporain de Virgile. Claude Tibère Donat raconte que, Virgile ayant affiché anonymement un distique en l'honneur de l'empereur Auguste et l'empereur s'en étant montré content, Bathylle se serait attribué le mérite de Virgile. En se voyant ainsi dépouillé de la gloire qui lui revenait, Virgile aurait composé ces vers : 
Hos ergo versiculos feci, tulit alter honores,

Sic vos non vobis nidificatis  aves ;

Sic vos non vobis villera fertis, oves;

Sic vos non vobis mellificatis apes ;

Sic vos non vobis fertis aratra  boves.
J'ai fait ces vers et un autre s'en fait honneur,

Ainsi, mais non pour vous, oiseaux, vous bâtissez un nid;

Ainsi, mais non pour vous, brebis, vous portez une toison;

Ainsi, mais  non pour vous, abeilles, vous faites le miel;

Ainsi, mais non pour vous, bœufs, vous tirez la charrue